# Iglesia de Santo Domingo de Silos (Torreandaluz)
La iglesia de Santo Domingo de Silos es una iglesia de la primera mitad del siglo XII situada en la localidad soriana de Torreandaluz (España). Se trataba de un templo románico de origen templario y de planta rectangular dividida en dos cuerpos, aunque del original solo restan los muros de mampostería, la torre y la portada. Destaca sobre todo por su portada románica, una de las más importantes de la provincia.
Cuenta con una importante portada, en el lado sur, de grandes dimensiones, y con capiteles de gran calidad, cuyo autor se relaciona con el segundo maestro de Silos. Los cuatro capiteles representan temas vegetales, dos caballeros combatiendo, músicos, y Sansón y una arpía. La portada, algo adelantada, presenta cuatro arcos de medio punto, apoyados en dos pares de columnas y pilastras prismáticas en cada uno de los costados. El arco exterior está circundado de un guardapolvos. La portada está precedida de un porche moderno.
La torre, prismática, es de planta cuadrada. Cuenta con tres cuerpos, en el superior con huecos para las campanas. La cabecera fue construida en época gótica.
En el interior se conserva una pila bautismal románica.